# Ta 152戰鬥機
Ta 152（外号“长鼻子朵拉”）被認為是二戰末期最強的終極螺旋槳戰鬥機之一，在飛行速度、飛行高度及火力上都超過了英國的噴火式以及美國的野馬式，在第二次世界大戰末期由德國的飛機製造廠 福克-沃爾夫所製造的超高空戰鬥機。它是由同公司的戰鬥機 Fw 190D-9發展而來。福克-沃爾夫所製造的機種卻不是冠上 Fw 的編號，這是因為1943年10月帝國航空部 (RLM) 決定「新戰鬥機的名稱將包含其主任設計者名稱」的緣故。其結果就是，其主任設計者库尔特·谭克的名字 (Tank) 中的 Ta 使用在名稱上。

## 歷史

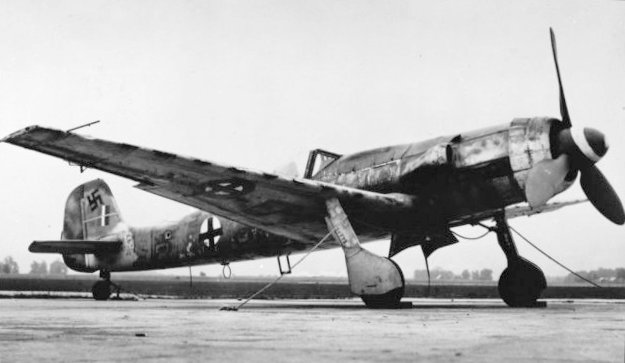
Ta 152H

為了對應Fw 190A的BMW 801在海拔6000米以上的高空表現大幅下降的問題，曾經提出將Fw 190基礎改造成P.8011高空高速戰鬥機，動力為BMW 802引擎，可是研製過程中遇上不少問題而中止，裝備了液冷式發動機的Fw 190 D-9 型展現了相當程度的改善，但高空性能面對盟軍的同級對手仍有不足。因此，福克-沃爾夫飛機製造廠的設計者庫爾特·譚克為了提高以超高空性能為首的整體能力，就促成了Ta 152的誕生。此戰鬥機以在12500米高度有760公里/小時的最高時速為目標，作為“終極的螺旋槳戰鬥機”，背負了很大的期望。
此戰鬥機的特點是，以Fw 190 D-9 型為基礎，更強化了其超高空的飛行性能。與FW 190 D-9 型主要的區別是，換裝了針對高高度特化的發動機，同時增設GM-1(一氧化二氮)和MW 50水甲醇噴射裝置來提升發動機的高空性能，增壓座艙，以及高展弦比的機翼，過往Me 109和Fw 190主力戰鬥機的航程距離太短問題(只有600至1,200公里以內)，可是Fw 190 D-9的機載燃料容量只是595升是微不足道，所以在Ta 152 H-1型基礎上在左右主翼內增設200升防彈燃料箱，要達到遠距離航程，在機身、機翼底部再增設副助燃料箱掛架來裝上300升副助燃料箱來保持遠距離航程，為了加強武裝，更第一次在Fw 190系列的機體螺旋槳軸內裝備MK 108機炮，在左右主翼翼根裝設MG 151/20機炮，雖然火力仍比不起上Fw 190 D-9型，但是射擊準確度高而彈道低伸，依靠高空高速的性能和上述武裝來追殺同盟國戰鬥機和轟炸機。

## 評價
部分文獻根據帳面性能，評價Ta152是「第二次世界大戰最強的戰鬥機」。但也有人指出，本機的量產型發動機故障率偏高、妥善率不佳，並不匹配最強的稱號。
因為擁有性能更優異的Me262，本機到1945年3月就停產，對整體戰局沒有影響。(據傳有個別廠商仍然繼續生產該戰鬥機型號，直到德國戰敗日時生產超過100架，並有可能計劃生產1000架。)
英國皇家航空研究院的試飛員艾瑞克·布朗（Eric Melrose "Winkle" Brown）實際飛過Ta152H，評價是「在高度10,700米以上速度、爬昇能力、運動性凌駕噴火Mk.XIX之上，但滾轉性能低於Fw190A，而且操縱桿很重、飛行安定性不佳，若果使用GM-1(一氧化二氮)和MW 50水甲醇噴射裝置來提升最高速度和急速爬升時，難以操縱，容易疲勞。」

## 主要性能參數
Ta 152H-1
- 用途：超高空戰鬥機
- 乘員：1人
- 全長：10.82公尺
- 全寬：14.44公尺
- 翼面積：23.50平方公尺
- 重量：
  - 空重：4031公斤
  - 滿重：4727公斤
  - 最大起飛：5217公斤
- 燃料容量：995升 (增設300升外掛燃料箱為1,295升)
- 動力
  - 引擎: 液冷V-12Jumo 213 E-1輸出1750馬力 (搭配MW-50系統2050馬力, 搭配GM-1系統2150馬力)
  - 最大速度：765公里/小時
  - 巡航速度：500公里/小時
  - 爬升速度：1050公尺/分鐘
  - 航程距離：1,200公里~2,000公里(增設副油箱)
  - 最大升限：14,800公尺
- 武裝：
  - 30毫米 MK-108 ×1（螺旋槳軸內）
  - 20毫米 MG151/20× 2（主翼翼根）

Ta 152C-1
- 用途：戰鬥機/戰鬥轟炸機
- 乘員：1人
- 全長：10.80公尺
- 全寬：11.00公尺
- 高度：3.38公尺
- 翼面積：19.50平方公尺
- 重量：
  - 空重：4014公斤
  - 最大起飛：5320公斤
- 動力：
  - 引擎：液冷V-12DB 603發動機，2000馬力，兩級高空增壓器和環形冷卻器
  - MW-50系統的最高速度: 海拔10,000公尺時為736公里/小時
  - 具有戰鬥性能的最大速度：海拔9,500公尺時702公里/小時
  - 巡航速度：海拔8,400公尺時550公里/小時
  - 爬升性能：13.3分鐘內至爬升10,000公尺（使用 MW-50）
  - 最大升限：12,300公尺
  - 航程：1,140公里
- 武裝：
  - 30毫米MK-108×1

（螺旋槳軸內）
- - 20毫米 MG151/20×4

（主翼翼根及引擎罩蓋）
- - 500公斤炸彈或300升外掛油箱

## 相關連結
1919年－1945年德國軍用飛機列表
1. ↑  Die Weltkrieg-II-Flugzeuge. Motorbuchverlag, ISBN 3-87943-302-X, S. 311.
2. ↑  Typenkompass. Focke-Wulf seit 1925. Motorbuchverlag, ISBN 978-3-613-03006-0, S. 108.